# LSWR T3 class
LSWR T3 class — тип пассажирского паровоза с осевой формулой 2-2-0, предназначенного для экспресс-поездов Лондонской и Юго-Западной железной дороги. В 1892-93 годах построено 20 паровозов этого типа: которые получили номера 557—576.

## История
Паровоз разработан главным инженером тяги LSWR Уильямом Адамсом как вариант его же паровоза LSWR X2 class с меньшим диаметром колёс — 6 ф. 7 д. (2010 мм) вместо 7 ф. 1 д. (2160 мм). Также у паровоза была на 6 дюймов (152 мм) увеличена колёсная база ведущих осей и топка сделана более глубокой и длинной — 6 ф. 10 д. (2080 мм). Топка получилась самой большой среди паровозов Адамса, а также тип обладает самой большой колосниковой решёткой — площадью 193⁄4 фут² (1,83 м2).
| Год  | Заказ | Количество | Номера  |
| ---- | ----- | ---------- | ------- |
| 1892 | T3    | 10         | 557-566 |
| 1893 | S5    | 10         | 567-576 |

Все паровозы при укрупнении железнодорожных компаний Великобритании в 1923 году перешли к Southern Railway. Первый паровоз этого типа был списан в 1930 году, и к концу 1933-го осталось только три. № 557 списан в 1936 году, № 571 — в 1943-м, а последний паровоз, № 563, отставлен от работы в августе 1945 года с пробегом 1,5 миллиона миль и предназначен для сохранения.
30 марта 2017 года этот паровоз передан Суонажской исторической железной дороге. После получения специального пожертвования Фонд Суонажской дороги стал рассматривать возможность реставрации паровоза до работоспособного состояния, для чего с октября 2017 года открыт специальный сбор. Вывод оказался благоприятным, ожидается, что паровоз пойдёт своим ходом в 2023 году.
| Год  | На начало года | Списано | Номера                                 | Примечания |
| ---- | -------------- | ------- | -------------------------------------- | ---------- |
| 1930 | 20             | 1       | E561                                   |            |
| 1931 | 19             | 8       | 558, 559, 562, 564, 566, 570, 572, 573 |            |
| 1932 | 11             | 4       | 560, 568, 569, 575                     |            |
| 1933 | 7              | 4       | 565, 567, 574, 576                     |            |
| 1936 | 3              | 1       | 557                                    |            |
| 1943 | 2              | 1       | 571                                    |            |
| 1945 | 1              | 1       | 563                                    | сохранён   |

## Внешние ссылки
- LSWR T3 class SRemG
- LSWR T3 No.563 Swanage Railway